# Mali Trnovac
Mali Trnovac (izvirno srbsko Мали Трновац) je naselje v Srbiji, ki upravno spada pod Občino Bujanovac; slednja pa je del Pčinjskega upravnega okraja.

## Demografija
V naselju živi 212 polnoletnih prebivalcev, pri čemer je njihova povprečna starost 26,5 let (26,1 pri moških in 26,9 pri ženskah). Naselje ima 53 gospodinjstev, pri čemer je povprečno število članov na gospodinjstvo 6,47.
|  |

| Demografija | Demografija     | Demografija     |
| Leto        | Št. prebivalcev | Št. prebivalcev |
| ----------- | --------------- | --------------- |
|             |                 |                 |
|             |                 |                 |
|             |                 |                 |
|             |                 |                 |
| 1948        | 533             |                 |
| 1953        | 299             |                 |
| 1961        | 326             |                 |
| 1971        | 467             |                 |
| 1981        | 482             |                 |
| 1991        | 550             | 535             |
| 2002        | 394             | 343             |
|             |                 |                 |

| Etnična sestava po popisu iz leta 2002 | Etnična sestava po popisu iz leta 2002 | Etnična sestava po popisu iz leta 2002 | Etnična sestava po popisu iz leta 2002 | Etnična sestava po popisu iz leta 2002 |
| -------------------------------------- | -------------------------------------- | -------------------------------------- | -------------------------------------- | -------------------------------------- |
| Albanci                                | Albanci                                |                                        | 339                                    | 98,83%                                 |
| Neznano                                | Neznano                                |                                        | 1                                      | 0,29%                                  |